# Friuli Latisana Merlot riserva
Il Friuli Latisana Merlot riserva è un vino DOC la cui produzione è consentita nella provincia di Udine.

## Caratteristiche organolettiche
- colore: rosso rubino più o meno intenso.
- odore: vinoso, caratteristico.
- sapore: asciutto, morbido, armonico, caratteristico.

## Produzione
Provincia, stagione, volume in ettolitri
- nessun dato disponibile